# Liste des évêques et archevêques de Las Vegas
La liste des évêques de Las Vegas recense les noms des évêques qui se sont succédé sur le siège épiscopal de Las Vegas, dans le Nevada aux États-Unis, depuis la création du diocèse de Las Vegas (Dioecesis Campensis) le 21 mars 1995. Ainsi, le pape Jean-Paul II a divisé le diocèse de Reno-Las Vegas en diocèse de Reno (en) et diocèse de Las Vegas. Il a nommé Daniel F. Walsh, précédemment évêque de Reno-Las Vegas depuis le 3 juin 1987, comme premier évêque de Las Vegas. 

## Évêques
- 21 mars 1995-11 avril 2000 : Daniel F. Walsh (Daniel Francis Walsh), nommé évêque de Santa Rosa en Californie (en)
- 6 avril 2001-28 février 2018 : Joseph A. Pepe (Joseph Anthony Pepe)
- depuis le 28 février 2018 : George Leo Thomas (en), élevé au rang d'archevêque de Las Vegas le 30 mai 2023.

## Source
- Fiche du diocèse sur catholic-hierarchy.org